# Ludwig Karl d’Ocfort zu Schedling
Ludwig Karl Baron d’Ocfort zu Schedling († 1724) war General und Kriegsminister im Direktorium des Braunauer Parlaments 1705/1706. 
Christian Probst erwähnte d’Ocfort bereits am Beginn des von Kurfürst Maximilian II. Emanuel begonnenen Krieges gegen Kaiser Leopold I. am 8. September 1702. Oberst d’Ocfort hatte den Oberbefehl über den südlichen Grenzabschnitt in den festen Schlössern Marquartstein, Hohenaschau, Wildenwart, Neubeuern und Auerburg.
Beim Braunauer Parlament drängten die Bauern unter Andreas Thanner den ehemaligen bayerischen Brigadier, das Oberkommando der aufständischen Truppen zu übernehmen.

„Es entbehrt nicht der persönlichen und allgemeinen Tragik in diesem Aufstand, dass just an dem Tag, da die Regierung dem Freiherrn d’Ocfort seine Ernennung mitteilte, dieser in seinem Schloß Schedling, ½ km nördlich von Trostberg, durch einen Haufen bewaffneten Landvolks überfallen wurde. Diese zuchtlose Schar plünderte das Schloß, zuerschlug den Hausrat, nahm alle Waffen mit und traktierte d’Ocfort, seine Frau und seine Kinder in übler Weise mit Schlägen.“

Der Kongress setzte für die vier aufzustellenden Infanterieregimenter Johann Marian von Leyden, Franz Bernhard von Prielmayr, Johann Alois Jehle und den ehemaligen bayerischen Oberstleutnant von Kilburg ein; das Dragonerregiment sollte d’Ocfort erhalten. Am 25. Dezember 1705 nahm das Braunauer Parlament d’Ocfort als kommandierendem General den Eid ab.
Das Dragonerregiment von d’Ocfort wurde auf 400 Mann gebracht, von denen jedoch nur 50 beritten waren; außerdem, so Christian Probst, „hielt d’Ocfort seine Mannschaft bei seinem Gut in der Nähe von Kraiburg, wohl um dieses notfalls schützen zu können“.
Am 9. August 1706 legte die Kaiserliche Administration in Bayern Joseph I. den Untersuchungsbericht vor. Für d’Ocfort, der nur gezwungenermaßen mitgemacht hatte, empfahl sie nur drei bis vier Wochen Stadtarrest.